# Майаро — Рио-Кларо
Майаро — Рио-Кларо (англ. Mayaro–Rio Claro) — регион на острове Тринидад в составе республики Тринидад и Тобаго. Образован в 1990 году.

## Географическое положение
Располагается на юго-востоке острова Тринидад. Граничит с регионом Принсес-Таун на западе, регионом Кува-Табаквит-Талпаро на северо-западе и Сангре-Гранде на севере. На юге омывается заливом Пария, на востоке — Атлантическим океаном. Площадь составляет 851,8 км², столица — Рио-Кларо. Второй по величине регион республики. Крупнейшие по численности населения города:
- Рио-Кларо (3552)
- Либертвилль (2642)
- Майаро (2558)
- Биче (2350)
- Гуаягуаяре (1659)

На северо-востоке региона находится болото Нарива — природный заповедник и крупнейшее пресноводное водно-болотистое угодье страны, среда обитания американских ламантинов.

## Административно-территориальное деление
Насчитывает два избирательных округа (Майаро и Моруга / Тейбллэнд) и делится на 39 общин.

## История
31 июля 1498 года на территории современного Гуаягуаяре впервые на землю Тринидада ступили члены экспедиции Христофора Колумба. В конце XVIII века восток и север Тринидада были заселены французскими фермерами, память о чём сохранилась в наименованиях многих поселений. В 1902 году в Гуаягуаяре была пробурена и введена в эксплуатацию первая коммерческая нефтяная скважина.

## Экономика
Преимущественно развивается сельское хозяйство, однако у восточного побережья острова в регионе Майаро — Рио-Кларо находятся большие залежи нефти и газа в стране. Нефтяная промышленность сосредоточена вокруг Гуаягуаяре. Ведущие предприятия — bpTT (BP Trinidad & Tobago), BHP Billiton и Petrotrin. Внутренний туризм развит на восточном побережье вдоль заливов Кокос и Маяро.